# Dorothy Britton
Dorothy Britton est la Miss Univers 1927.

## Biographie
Dorothy Britton a été Miss New York, représentant Jersey City d'où elle est originaire, avant de gagner la couronne de Miss Univers en 1927.